# スミスロフ (小惑星)
スミスロフ (5413 Smyslov) は小惑星帯に位置する小惑星。ロシアの天文学者ニコライ・チェルヌイフがクリミア天体物理天文台で発見した。
ソビエト連邦生まれのチェス世界チャンピオン、ワシリー・スミスロフ (Василий Васильевич Смыслов, Vasily Vasiliyevich Smyslov) から命名された。